# Episodi di Creature grandi e piccole (terza stagione)
La terza stagione della serie televisiva Creature grandi e piccole è stata trasmessa in anteprima nel Regno Unito dalla BBC tra il 29 dicembre 1979 e il 5 aprile 1980.
| nº | Titolo originale          | Titolo italiano | Prima TV UK      | Prima TV Italia |
| -- | ------------------------- | --------------- | ---------------- | --------------- |
| 1  | Plenty to Grouse About    |                 | 29 dicembre 1979 |                 |
| 2  | Charity Begins at Home    |                 | 5 gennaio 1980   |                 |
| 3  | Every Dog His Day...      |                 | 12 gennaio 1980  |                 |
| 4  | Hair of the Dog           |                 | 19 gennaio 1980  |                 |
| 5  | If Wishes Were Horses     |                 | 26 gennaio 1980  |                 |
| 6  | Pig in the Middle         |                 | 2 febbraio 1980  |                 |
| 7  | Be Prepared               |                 | 9 febbraio 1980  |                 |
| 8  | A Dying Breed             |                 | 16 febbraio 1980 |                 |
| 9  | Brink of Disaster         |                 | 23 febbraio 1980 |                 |
| 10 | Home and Away             |                 | 1º marzo 1980    |                 |
| 11 | Alarms & Excursions       |                 | 8 marzo 1980     |                 |
| 12 | Matters of Life and Death |                 | 15 marzo 1980    |                 |
| 13 | Will to Live              |                 | 22 marzo 1980    |                 |
| 14 | Big Steps and Little 'Uns |                 | 5 aprile 1980    |                 |